# Coelioxys intermedia
Coelioxys intermedia är en biart som beskrevs av Pasteels 1968. Coelioxys intermedia ingår i släktet kägelbin, och familjen buksamlarbin. Inga underarter finns listade i Catalogue of Life.